# نورد۳۴۰۰
نورد۳۴۰۰ (به انگلیسی: Nord_3400) یک هواگرد ملخ‌پیشین تک‌موتوره از نوع Two-seat army liaison ساخت شرکت نورداویاسیون است. هواگرد نورد۳۴۰۰ نخستین پروازش را در ۱۹۵۸ میلادی انجام داد. این هواگرد در سال ۱۹۵۹ میلادی رسماً معرفی گردید و در سال‌های ۱۹۵۹–۱۹۶۱ تولید شده‌است. در مجموع، تعداد ۱۵۲ فروند از این هواگرد ساخته شده‌است.